# Pierre Mollet
 (juillet 2025).
Si vous disposez d'ouvrages ou d'articles de référence ou si vous connaissez des sites web de qualité traitant du thème abordé ici, merci de compléter l'article en donnant les références utiles à sa vérifiabilité et en les liant à la section « Notes et références ».
Pierre Mollet, né le 23 mars 1920 à Neuchâtel et décédé le 27 octobre 2007 est un chanteur classique. De naissance suisse, il fut naturalisé canadien en 1974. Il épousa la pianiste canadienne Suzanne Blondin en 1979.

## Formation
Pierre Mollet se forme au conservatoire de Lausanne, notamment auprès de Charles Panzéra, où il obtient un premier prix d'interprétation en 1946. La même année, il remporte le second prix du Concours International d'Exécution Musicale de Genève. Il part alors pour Paris afin d'étudier avec Nadia Boulanger, qui l'accompagnera lors de nombreux concerts dans la capitale.

## Carrière

### Récitaliste
En France, il est soliste des orchestres de Paris, et participe à différents festivals (Strasbourg, Aix-en-Provence). Il réalise, entre 1948 et 1962, des tournées en Afrique du Nord, puis en Europe et en Amérique du Sud. Il assoit alors sa réputation de grand interprète de mélodies françaises. Au Québec, il va donner de nombreux récitals de lieder et de mélodies, jusqu'au début des années 1990.

### À l'opéra
Il fait ses débuts à l'opéra en 1952, incarnant Pelléas à l'Opéra Comique. Il chantera ce rôle plus de cent fois, et l'enregistrera sous la direction d'Ernest Ansermet. Il créa le rôle d'Eraste dans l'opéra de Franck Martin Monsieur de Pourceaugnac, ainsi que Hiver sans âme qu'André Prévost lui dédia.

## L'enseignement au Canada
En 1967, Pierre Mollet est invité au Canada en tant que membre du Jury au Concours National des JMC (Jeunesses Musicales du Canada) ainsi que comme soliste de l'Orchestre de la Suisse Romande à l'occasion du Festival de l'Exposition universelle de 1967 à Montréal. Il se fixe alors à Montréal où il devient professeur au Conservatoire de musique de Montréal de 1968 à 1978. Il sera notamment le professeur de Christiane Guénette, de Gilbert Patenaude et de Cassandra Robertson. Il fonde en 1980 un chœur d'hommes, l'Ensemble vocal Arioso.

## Discographie
- Berlioz : La Damnation de Faust (rôle de Brander), direction Igor Markévitch, 2 CD DG 1960 report 2019
- Boulanger : Psaume 129
- Debussy : Pelléas et Mélisande (rôle de Pelléas, aux côtés de Suzanne Danco, sous la direction d'Ernest Ansermet)
- Fauré : Pénélope, le Requiem, ainsi que des mélodies.
- Gluck : Armide et Iphigénie en Tauride
- Gounod : Roméo et Juliette (rôle de Mercutio)
- Honegger : Une cantate de Noël et Le Roi David
- Franck Martin : In terra pax et Golgotha
- Ravel : l'Enfant et les sortilèges